# مسابقات فرمول یک فصل ۲۰۱۱
مسابقات فرمول یک فصل ۲۰۱۱ در سال ۲۰۱۱ میلادی برگزار شد. در این مسابقات سباستین فتل (به انگلیسی: Sebastian Vettel) از تیم رد بول و با موتور رنو به قهرمانی رسید  و در مجموع صاحب ۳۹۲ امتیاز شد.